# Thies Christophersen
Thies Christophersen (* 27. Januar 1918 in Kiel; † 13. Februar 1997 in Molfsee) war ein deutscher Publizist, Verleger, Landwirt und Holocaustleugner.

## Leben
Christophersen wuchs in Kiel als Bauernsohn auf und absolvierte nach seinem Schulabschluss eine Ausbildung in der Landwirtschaft. Er trat 1931 in das Deutsche Jungvolk ein. Zur Zeit des Nationalsozialismus gehörte er mehreren NS-Organisationen an. Am 25. Oktober 1937 beantragte er die Aufnahme in die NSDAP und wurde rückwirkend zum 1. September desselben Jahres aufgenommen (Mitgliedsnummer 4.765.641).
Zu Beginn des Zweiten Weltkriegs meldete er sich für den Kriegsdienst, erlitt jedoch 1940 eine Kriegsverletzung und war danach frontuntauglich in der Ukraine eingesetzt. In der Wehrmacht war er zunächst Schütze und wurde in der Waffen-SS als SS-Sonderführer eingesetzt. Ab Januar 1944 wurde er in der Versuchsanstalt für Pflanzenzucht des SS-Wirtschafts- und Verwaltungshauptamts im KZ-Außenlager Raisko nahe dem Konzentrationslager Auschwitz eingesetzt. Dort wurde insbesondere Russischer Löwenzahn zur Herstellung von Naturkautschuk gezüchtet. In den Gewächshäusern beaufsichtigte er die dortigen KZ-Häftlinge, die ihn Locher nannten. Sein Vorgesetzter dort war der Leiter der Landwirtschaftsbetriebe des KZ Auschwitz Joachim Caesar.
Nach 1945 war Christophersen nach eigenen Angaben politisch in der CDU und in der Deutschen Partei aktiv, bevor er in die NPD eintrat. Ende der 1960er Jahre beteiligte er sich an der Gründung der Notgemeinschaft Deutscher Bauern, die später als Bürger- und Bauerninitiative benannt wurde. Beruflich betätigte sich Christophersen als Landwirt in Kälberhagen bei Mohrkirch im Bundesland Schleswig-Holstein. Seit 1965 gab er das Monatsblatt Deutscher Bauer heraus, das er später an Gerhard Frey veräußerte. Christophersen war 1969 Begründer der Zeitschrift Die Bauernschaft – Für Recht und Gerechtigkeit und später des Kritik-Verlags, in dem er die Zeitschrift Kritik – Die Stimme des Volkes herausgab. Ab 1975 betrieb er die Nordwind-Verlagsbuchhandlung.
In den 1970er Jahren gehörte er zu den zentralen Akteuren in Kreisen der Neo- und Altnazis. Mit seinen Gesinnungsfreunden Manfred Roeder und Erwin Schönborn führte er etliche öffentlichkeitswirksame Aktionen durch. Auch zu Gary Lauck, Michael Kühnen und Ernst Zündel pflegte er gute Bekanntschaft. Christophersen hetzte in seiner Zeitschrift Die Bauernschaft gegen das Grundgesetz und warb für ein Viertes Reich. Die von ihm abgehaltenen Lesertreffen und Nordischen Dichtertage besuchten unter anderem Otto Ernst Remer, Christian Worch und der französische Neonazi Robert Faurisson.
1973 veröffentlichte er auf Anregung Manfred Roeders in seinem „Kritik Verlag“ in Mohrkirch die Broschüre Die Auschwitz-Lüge, deren Titel zum Synonym der Holocaustleugnung wurde. Christophersen versuchte in seiner Schrift nachzuweisen, dass im KZ Auschwitz die Häftlinge gut behandelt worden seien. So sei bei der Arbeit getanzt und gesungen worden. Die Häftlinge seien ordentlich verpflegt worden. Er habe auch nichts von Massenvergasungen mitbekommen. Das Pamphlet erschien in mehreren Auflagen und Sprachen mit einem antisemitischen Vorwort Roeders.
Wegen der Verbreitung von nationalsozialistischer Propaganda wurde Christophersen 1976 zu einer Geldstrafe von 1500 DM verurteilt. Später folgten mehrere Verurteilungen wegen des Verbreitens von Kennzeichen verfassungsfeindlicher Organisationen sowie Verunglimpfung des Staates und des Andenkens Verstorbener. Die Broschüre Die Auschwitz-Lüge wurde 1978 gerichtlich eingezogen. 1986 entging Christophersen strafrechtlicher Verfolgung durch Umzug nach Dänemark, das ihn nicht nach Deutschland auslieferte. Die Leitung der seit 1969 von ihm herausgegebenen Zeitschrift Die Bauernschaft übergab er im selben Jahr an Ernst Zündel. Von Dänemark aus betrieb er auch einen Versandhandel für nationalsozialistische Devotionalien und NS-Propagandaschriften. Es gelang ihm nicht, die dänische Staatsbürgerschaft zu erwerben. Nachdem sich die öffentlichen Proteste gegen ihn in Dänemark verstärkten, zog er im Mai 1995 zunächst nach Großbritannien, dann nach Belgien, in die Schweiz und nach Spanien. Krank und haftunfähig kehrte er schließlich nach Deutschland zurück.